# Voafose
Voafose heter egentligen Jeremy Simmonds och är en musiker inom elektronisk musik som har samarbetat med bl.a. Florian Hecker, Luke Vibert och Aphex Twin. Han har varit en viktig remix-artist. Voafose släppte sitt första soloalbum 2006 under samma namn.

## Diskografi under namnet Voafose

### Album
- Voafose (13 november 2006)

### Framträdanden
- "Hecker/Voafose split 10", Tillsammans med Florian Hecker. (24 oktober 2006)
- "Wooden League" på Lo Recordings Vol. 4: Further Mutations (1997)
- "Threpton" på Lo Recordings Vol. 1: Extreme Possibilities (1995)
- "Second Funktion" tillsammans Boymerang på Lo Recordings Vol. 2: Collaborations (1996)
- "Threpton" på Fabulous Shit (1999)

### Remixer
- "Pull My Strings (Oven Baked Mix)" tillsammans med Graham Sutton på Redone EP av Wagon Christ
- "Harmony Street (Digby Estate Rerun)" tillsammans med Graham Sutton på Sketches av Ultramarine

### Tillsammans med Luke Vibert
- Weirs (1993)
- Rodulate (2008)

### Annan medverkan
- "Analoggins" på Analord 6 av Aphex Twin, medverkar som gästartist.
- medverkar i Stop The Panic av Luke Vibert och BJ Cole